# Saskatooner Erfrierungstode
Die Saskatooner Erfrierungstode (englisch Saskatoon freezing deaths) waren eine Serie von Toden von mindestens drei indigenen Kanadiern in Saskatoon, Saskatchewan in den frühen 2000er Jahren. Ihre Tode wurden von Mitgliedern der Polizei von Saskatoon verursacht, die Indigene, üblicherweise Männer, für Trunkenheit und/oder Ordnungswidrigkeiten, teilweise auch ohne Gründe festnahmen, sie dann im Winter nachts aus der Stadt herausfuhren und dort zurückließen.
Die Praxis war bekannt unter dem Euphemismus, Indigene mit auf „Sternenlichttouren“ zu nehmen und geht mindestens bis ins Jahr 1976 zurück. Nach dem Stand von 2020 wurde trotz Verurteilungen für mit den Vorfällen zusammenhängende Straftaten noch kein Mitglied der Polizei von Saskatoon spezifisch für das Verursachen von Erfrierungstoden verurteilt.

## Vorfälle
Opfer sind unter anderem Rodney Naistus, Lawrence Wegner und Neil Stonechild. Naistus und Wegner starben im Jahr 2000, ihre Körper wurde in der Umgebung von Saskatoon gefunden. Leichenschauen in 2001 und 2002 stellten fest, dass sie an Hypothermie starben, und gaben Empfehlungen im Bezug auf Polizeipraktiken und das Verhältnis von Polizei und Indigenen. Der Körper von Neil Stonechild wurde 1990 in einem Feld außerhalb von Saskatoon gefunden. Eine Leichenschau im Jahr 2003 konnte die Umstände, die zu seinem Tod führten, nicht feststellen.
Im Januar 2000 wurde Darrell Night in den Vorstädten von Saskatoon ausgesetzt, konnte aber vom nahen Queen-Elizabeth-Kraftwerk ein Taxi rufen und erlitt keine gesundheitlichen Schäden. Die zwei beteiligten Polizisten, Dan Hatchen und Ken Munson, behaupteten, dass sie Night einfach nach Hause gebracht und auf sein Verlangen hin aus dem Wagen gelassen hatten, wurden aber im September 2001 wegen ungesetzlicher Gefangenhaltung zu acht Monaten Gefängnis verurteilt.
Die Polizei von Saskatoon bestand zunächst darauf, dass es sich um Einzelfälle gehandelt hätte. 2003 musste Polizeichef Russell Sabo allerdings zugeben, dass die Polizei möglicherweise seit Jahren Indigene außerhalb der Stadt zurückgelassen hatte. Davor hatte er öffentlich gemacht, dass im Jahr 1976 ein Polizist dafür disziplinarisch bestraft worden war, dass er eine indigene Frau in die Außenbezirke der Stadt mitgenommen und dort zurückgelassen hatte.

## Zensurversuche
Zwischen 2012 und 2016 wurde der Abschnitt Starlight tours des Artikels zur Polizei von Saskatoon in der englischen Wikipedia mehrere Male entfernt. Eine interne Untersuchung ergab, dass zwei der Bearbeitungen mit einem Computer innerhalb der Polizei durchgeführt worden waren. Eine Sprecherin der Polizei stritt ab, dass die Entfernung der Inhalte offiziell angeordnet worden war. Am 31. März 2016 meldete die Saskatooner Tageszeitung Star Phoenix, dass die Polizei von Saskatoon bestätigt habe, dass jemand von innerhalb der Polizei die Erwähnungen der „Sternenlichttouren“ aus der Wikipedia-Webseite zur Polizei gelöscht hatte, aber nicht festgestellt werden konnte, wer es getan hatte.

## Rezeption

### Filme
Die Vorfälle wurden in zwei Filmen behandelt. Darrell Nights Erfahrungen wurden in Tasha Hubbards zusammen mit dem National Film Board of Canada 2004 erstellten Dokumentation Two Worlds Colliding aufgenommen, die den Canada Award für ethnische und kulturelle Diversität gewann. Ein fiktiver Vorfall wurde im halbstündigen Drama Out in the Cold dargestellt, für das Colleen Murphy Regie führte und in dem Gordon Tootoosis, Matthew Strongeagle und Erroll Kinistino mitspielten.

### Musik
Die kanadische Punk-Rock-Band Propagandhi veröffentlichte 2005 das Album Potemkin City Limits, auf dem der Song „The Bringer of Greater Things“ „Rodney Naistus, Neil Stonechild und Lawrence Wegner, ermordet von Mitgliedern der Polizei von Saskatoon“ gewidmet war. Der Song „One Shoe“ des kanadischen Musikers Kris Demeanor handelt von den Erfrierungstoden, besonders dem von Stonechild. Der Song „Starlight“ von The Wailin’ Jennys wurde ebenfalls von den Toden inspiriert.
2017 leitete die Mi'kmaq-Künstlerin Cathy Elliott einen fünfwöchigen Workshop mit Studenten des Sheridan College für ihr Musical Starlight Tour. Diese Arbeit war vom Grand Theatre in London (Ontario) zusammen mit dem "Canadian Music Theatre Project" des Sheridan College in Auftrag gegeben worden.

### Podcasts
Der Podcast Criminal behandelte die Tode in seiner Episode "Starlight Tours".